# 詹姆斯·麥迪遜大學
詹姆斯·麦迪逊大学（简称、Madison或James Madison）是一所位于美国维吉尼亚州的哈里森堡市的公立大學，創立於1908年，1938年為了紀念詹姆斯·麥迪遜總統而改名麥迪遜學院，1977年改現名。 2015年《美國新聞與世界報道》將其排在“南部地區大學”中的第6位。

## 學術

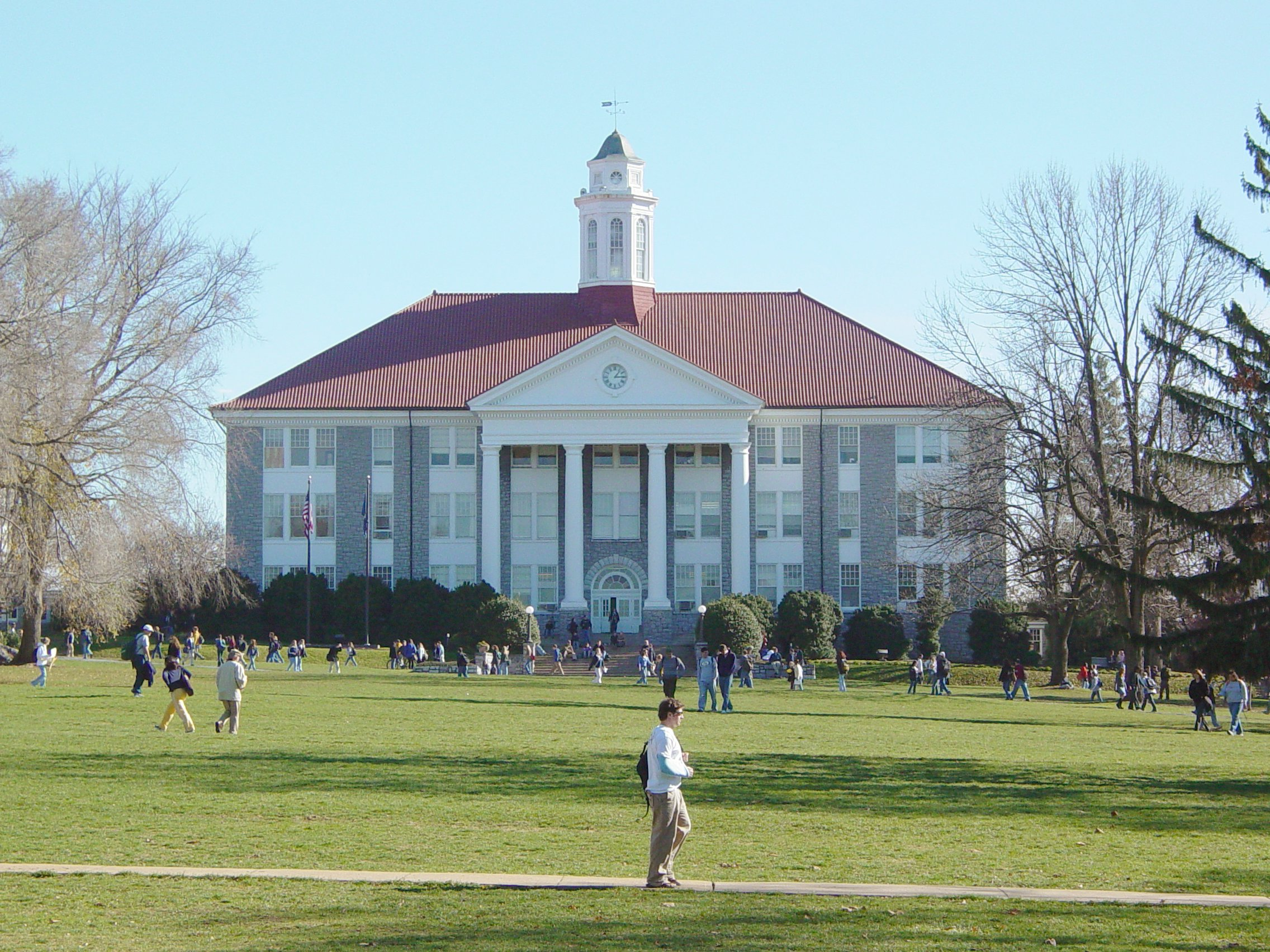
大學建築威爾森堂（Wilson Hall）

該大學總共有9個學院，115種學位。最新的學院是2004年6月24日從文藝學院（College of Arts and Letters）分出來的視覺和表演藝朮學院（College of Visual and Performing Arts）。它是美國國内較優秀的公立大學之一，2014年《彭博商业周刊》將其本科商學課程排在全國第40位。

## 外部連結
- 官方网站
- Official athletics website （页面存档备份，存于）